# Polynôme caractéristique
En mathématiques, et plus particulièrement en algèbre linéaire, à toute matrice carrée à coefficients dans un anneau commutatif ou à tout endomorphisme d'un espace vectoriel de dimension finie est associé un polynôme appelé polynôme caractéristique. Il renferme d'importantes informations sur la matrice ou sur l'endomorphisme, comme ses valeurs propres, son déterminant et sa trace. Le théorème de Cayley-Hamilton assure que toute matrice carrée annule son polynôme caractéristique.

## Motivation
Étant donné une matrice carrée M d'ordre n, on cherche un polynôme dont les racines sont précisément les valeurs propres de M.
Si M est une matrice diagonale ou plus généralement une matrice triangulaire, alors les valeurs propres de M sont les coefficients diagonaux λ1, …, λn de M et nous pouvons définir le polynôme caractéristique comme étant
{\displaystyle (X-\lambda _{1})(X-\lambda _{2})\ldots (X-\lambda _{n})\qquad (1)}
Ce polynôme est le déterminant det(XIn-M) où In est la matrice identité.
Pour une matrice quelconque M, si λ est une valeur propre de M, alors il existe un vecteur colonne propre V non nul tel que MV = λV, soit (λIn – M)V = 0 (où In est la matrice unité.) Puisque V est non nul, cela implique que la matrice λIn – M est singulière, et donc a son déterminant nul. Cela montre que les valeurs propres de M sont des zéros de la fonction λ ↦ det(λIn – M) ou des racines du polynôme {\displaystyle \det(XI_{n}-M)}.

## Définition formelle
Soit M une matrice carrée d'ordre n à coefficients dans un anneau commutatif. Le polynôme caractéristique de M, noté pM(X), est le polynôme défini par
{\displaystyle p_{M}(X):=\det(XI_{n}-M)=\sum _{\sigma \in \Sigma _{n}}\varepsilon (\sigma )a_{1\sigma (1)}\dots a_{n\sigma (n)}\qquad (2)}
où det est le déterminant des matrices, In désigne la matrice identité d'ordre n, ai j = le polynôme δi j X − mi j, coefficient d'indice (i, j) de la matrice XIn – M ; la somme de droite (prise sur l'ensemble des permutations des indices) donne une expression explicite du polynôme caractéristique.
Remarque. Au lieu de l'expression (2), certains auteurs définissent le polynôme caractéristique comme étant {\displaystyle \det(M-XI_{n})}. Avec cette définition, on a l'équation {\displaystyle p_{M}(0)=\det(M)}. Ceci n'est pas le cas pour la définition (2) lorsque l'ordre n est impair et {\displaystyle \det(M)\neq 0}, puisque l'on a : {\displaystyle \det(M-XI_{n})=(\!-\,1)^{n}~\det(XI_{n}-M)}. La définition (2) présente l'« avantage » de rendre le polynôme caractéristique unitaire.

## Coefficients
Le développement du polynôme caractéristique pM(X) d'une matrice carrée M d'ordre n  est donné par
{\displaystyle \det(XI_{n}-M)=X^{n}-f_{1}(M)X^{n-1}+f_{2}(M)X^{n-2}-\dots +(-1)^{n}f_{n}(M)}
où fi(M) est une fonction polynomiale en les coefficients de la matrice M.
Un développement explicite du déterminant de XIn-M) donne :
{\displaystyle f_{k}(M)=\sum _{I\subset \{1,\dots ,n\},\;\operatorname {card} (I)=k}\det \left(M_{I,I}\right)}
c'est-à-dire la somme des mineurs principaux d'ordre k. En particulier, le coefficient constant  pM(0) est égal à (–1)n fois le déterminant de M, et le coefficient de  Xn–1 est égal à l'opposé de la trace de M.
La propriété la plus importante des polynômes caractéristiques est que les valeurs propres de M sont exactement les racines du polynôme pM(X). En notant {\displaystyle (\lambda _{1},\dots ,\lambda _{n})} les racines de P prises avec multiplicité,
{\displaystyle f_{k}(M)=s_{k}(\lambda _{1},\dots ,\lambda _{n})}
où sk désigne le k-ième polynôme symétrique élémentaire.
(Ici, les racines sont prises dans une extension finie L de K lorsque K n'est pas algébriquement clos ; ainsi, M est trigonalisable sur L. C'est ce qui permet, pour démontrer la formule ci-dessus, de se ramener au cas décrit dans le paragraphe Motivation).
Lorsque le corps de base K est de caractéristique nulle (par exemple, {\displaystyle K=\mathbb {R} } ou {\displaystyle K=\mathbb {C} }), grâce aux identités de Newton, les coefficients fk (M) s'expriment comme des fonctions polynomiales des sommes de Newton des valeurs propres :
{\displaystyle \sum _{i=1}^{n}\lambda _{i}^{j}=\operatorname {Tr} (M^{j}).}
Toute fonction {\displaystyle M\mapsto f(M)} polynomiale en les coefficients de la matrice M et invariante par similitude est une fonction polynomiale en les coefficients du polynôme caractéristique. Cette propriété est par exemple utilisée dans la définition et la classification des classes caractéristiques en géométrie différentielle, ce qui dépasse de loin le niveau de cet article.

## Exemples
- Pour une matrice M d'ordre 2, le polynôme caractéristique s'exprime simplement comme{\displaystyle X^{2}-\operatorname {tr} (M)X+\det(M)}mais peut aussi se calculer directement à partir de la définition.
Déterminons par exemple le polynôme caractéristique pM(X) de la matrice{\displaystyle M={\begin{pmatrix}2&1\\-1&0\end{pmatrix}}.}C'est le déterminant de la matrice{\displaystyle XI_{2}-M={\begin{pmatrix}X-2&-1\\1&X\end{pmatrix}}}.On a donc{\displaystyle p_{M}(X)=(X-2)(X)-1(-1)=X^{2}-2X+1=(X-1)^{2}}.On en déduit que 1 est une valeur propre double de la matrice.
- Pour une matrice A d'ordre 3, le polynôme caractéristique s'exprime comme{\displaystyle X^{3}-\operatorname {tr} (A)X^{2}+Z(A)X-\det(A)}où{\displaystyle {\begin{aligned}Z(A)&=-{\frac {1}{2}}\left(\operatorname {tr} (A^{2})-\left(\operatorname {tr} (A)\right)^{2}\right)\\&=(a_{1,1}a_{2,2}+a_{1,1}a_{3,3}+a_{2,2}a_{3,3})-(a_{2,1}a_{1,2}+a_{3,1}a_{1,3}+a_{3,2}a_{2,3})\\&=\operatorname {tr} (\operatorname {com} (A)),\end{aligned}}}avec ai, j l'élément en position (i, j) dans la matrice A.

## Propriétés
- Le polynôme pM(X) d'une matrice carrée M d'ordre n est unitaire (son coefficient dominant est égal à 1) et son degré est égal à n.
- La matrice M et sa transposée ont le même polynôme caractéristique.
- Le théorème de Cayley-Hamilton affirme qu'en remplaçant X par M dans  pM(X), on obtient la matrice nulle : pM(M) = 0, autrement dit le polynôme caractéristique est un polynôme annulateur de M. Ceci est équivalent à l'affirmation que le polynôme minimal divise le polynôme caractéristique de M.
- Deux matrices semblables ont même polynôme caractéristique. Autrement dit, pour toute matrice inversible P, {\displaystyle \det(XI_{n}-P^{-1}MP)=\det(XI_{n}-M)}. La réciproque est fausse : par exemple, les deux matrices {\displaystyle {\begin{pmatrix}0&1\\0&0\end{pmatrix}}} et {\displaystyle {\begin{pmatrix}0&0\\0&0\end{pmatrix}}} ont même polynôme caractéristique mais ne sont pas semblables.
- Une matrice M est semblable à une matrice triangulaire si et seulement si son polynôme caractéristique peut être complètement décomposé en produit de facteurs de degré 1 à coefficients dans K. En fait, M est même semblable à une matrice de Jordan dans ce cas.
- Par trigonalisation comme dans le point précédent (ce qui est toujours possible quitte à remplacer K par une clôture algébrique), le polynôme caractéristique d'un polynôme d'endomorphisme P(u) est le polynôme unitaire dont les racines sont les images par P de celles du polynôme caractéristique de u (répétées en cas de multiplicité). Sur C, cette propriété des polynômes en u se démontre de même, plus généralement, pour les fonctions entières de u.
- Propriété de commutation[4] : pour toutes matrices {\displaystyle A\in \mathrm {M} _{m,n}(K)} et {\displaystyle B\in \mathrm {M} _{n,m}(K)}, où {\displaystyle K} est un anneau unitaire :{\displaystyle X^{n}p_{AB}(X)=X^{m}p_{BA}(X)}.

## Matrice compagnon
Soit {\displaystyle p(X)=X^{n}-\sum _{k=0}^{n-1}a_{k}X^{k}} un polynôme à coefficients dans K. La matrice d'ordre n
{\displaystyle M={\begin{pmatrix}0&1&0&\ldots &\ldots &0\\\vdots &\ddots &\ddots &\ddots &&\vdots \\\vdots &&\ddots &\ddots &\ddots &\vdots \\\vdots &&&\ddots &\ddots &0\\0&\ldots &\ldots &\ldots &0&1\\a_{0}&a_{1}&a_{2}&\ldots &a_{n-2}&a_{n-1}\end{pmatrix}}}
qui admet p(X) comme polynôme caractéristique (et polynôme minimal), est appelée matrice compagnon  du polynôme (ou selon certains ouvrages, sa transposée). Une des méthodes utilisées en calcul numérique pour calculer des valeurs approchées des racines d'un polynôme est d'en construire la matrice compagnon puis de calculer des valeurs approchées des valeurs propres de cette matrice à l'aide d'une méthode itérative.

## Matrice triangulaire
Dans le cas d'une matrice triangulaire (supérieure) d'ordre {\displaystyle n},
matrice de la forme :
{\displaystyle T={\begin{pmatrix}t_{1,1}&t_{1,2}&\ldots &\ldots &t_{1,n}\\0&t_{2,2}&\ldots &\ldots &t_{2,n}\\\vdots &\ddots &\ddots &&\vdots \\\vdots &&\ddots &\ddots &\vdots \\0&\ldots &\ldots &0&t_{n,n}\end{pmatrix}}}
le déterminant {\displaystyle p_{T}(X)=\det(XI_{n}-T)} qui exprime le polynôme caractéristique se factorise :
{\displaystyle p_{T}(X)=(X-t_{1,1})(X-t_{2,2})\ldots (X-t_{n,n})}
Le même raisonnement s'applique bien sûr au cas d'une matrice triangulaire inférieure.
D'une façon générale,
les valeurs propres d'une matrice triangulaire coïncident donc effectivement avec ses éléments diagonaux,
comme annoncé au début.

## Généralisations et applications

### Polynôme caractéristique d'un endomorphisme
Si f est un endomorphisme d'un espace vectoriel E de dimension finie, on appelle polynôme caractéristique de f le polynôme caractéristique de la matrice représentant f dans une base de E. Les polynômes caractéristiques de deux matrices semblables étant égaux, cette définition ne dépend pas de la base choisie ; on a {\displaystyle p_{f}(X)=\det(X{\rm {Id}}_{E}-f)}.

### Équations caractéristiques
La recherche des valeurs propres d'une matrice (ou d'un endomorphisme) revient  à déterminer les zéros de son polynôme caractéristique, et donc à résoudre l'équation {\displaystyle p_{A}(X)=0}. Lorsque cette matrice apparaît comme outil de résolution d'un problème, tel que la recherche des solutions d'une équation différentielle, ou d'une formule explicite pour une suite définie par récurrence, par exemple, on dit que l'équation précédente est l’équation caractéristique de ce problème. Ainsi, pour résoudre l'équation différentielle  {\displaystyle y''+by'+cy=0}, on construit le système différentiel {\displaystyle y'=z}, {\displaystyle z'=-cy-bz}, de matrice {\displaystyle M={\begin{pmatrix}0&1\\-c&-b\end{pmatrix}}} ; le polynôme caractéristique de M est {\displaystyle X^{2}+bX+c}, et on retrouve bien l'équation caractéristique au sens d'Euler.

### Polynôme caractéristique d'un graphe
On appelle polynôme caractéristique du graphe G le polynôme caractéristique de la matrice d'adjacence de G. L'étude de ce polynôme et de ses racines est l'objet de la théorie spectrale des graphes.